# امعابر (مكيراس)

تعديل مصدري - تعديل

امعابر هي إحدى قرى عزلة مكيراس بمديرية مكيراس التابعة لمحافظة البيضاء، بلغ تعداد سكانها 24 نسمة حسب تعداد اليمن لعام 2004.